# Elecciones regionales de Junín de 2018
Las elecciones regionales de Junín de 2018 se llevaron a cabo el 7 de octubre de 2018 para elegir al gobernador regional, al vicegobernador regional y al Consejo Regional para el periodo 2019-2022. La elección se celebró simultáneamente con elecciones regionales y municipales (provinciales y distritales) en todo el Perú.
Como resultado de esta elección, Vladimir Cerrón Rojas, candidato del Movimiento Político Regional Perú Libre, obtuvo el 36.89% de votos válidos y resultó electo como gobernador regional de Junín.

## Sistema electoral
El Gobierno Regional de Junín es el órgano administrativo y de gobierno del departamento de Junín. Está compuesto por el gobernador regional, el vicegobernador regional y el Consejo Regional.
La votación se realiza en base al sufragio universal, que comprende a todos los ciudadanos nacionales mayores de dieciocho años, empadronados y residentes en el departamento de Junín y en pleno goce de sus derechos políticos.
El gobernador y vicegobernador regional son elegidos por sufragio directo. Para que un candidato sea proclamado ganador debe obtener no menos de 30 % de votos válidos. En caso ningún candidato logre ese porcentaje en la primera vuelta electoral, los dos candidatos más votados participan en una segunda vuelta o balotaje. No hay reelección inmediata de gobernadores regionales.
El Consejo Regional de Junín está compuesto por 13 consejeros elegidos por sufragio directo para un período de cuatro (4) años. La votación es por lista cerrada y bloqueada. Cada provincia del departamento de Junín constituye una circunscripción electoral. Se asigna a la lista ganadora los escaños según el método d'Hondt. La distribución y el número de consejeros regionales es la siguiente:
| Circunscripción                                  | Escaños | Mapa |
| ------------------------------------------------ | ------- | ---- |
| Huancayo(+2)                                     | 3       |      |
| Chanchamayo y Satipo                             | 2       |      |
| Chupaca, Concepción, Jauja, Junín, Tarma y Yauli | 1       |      |

## Composición del Consejo Regional de Junín
La siguiente tabla muestra la composición del Consejo Regional de Junín antes de las elecciones.
| Partidos | Partidos                                | Consejeros |
| -------- | --------------------------------------- | ---------- |
|          | Junín Sostenible con su Gente           | 7          |
|          | Movimiento Político Regional Perú Libre | 2          |
|          | Juntos por Junín                        | 1          |
|          | Fuerza Popular                          | 1          |

## Partidos y candidatos
A continuación se muestra una lista de los principales partidos y alianzas electorales que participaron en las elecciones:
| Candidatura | Candidatura | Partidos y alianzas                                            | Candidato | Candidato                 | Ideología                                                          | Resultado previo | Resultado previo | Ref. |
| Candidatura | Candidatura | Partidos y alianzas                                            | Candidato | Candidato                 | Ideología                                                          | Votos (%)        | Con.             | Ref. |
| ----------- | ----------- | -------------------------------------------------------------- | --------- | ------------------------- | ------------------------------------------------------------------ | ---------------- | ---------------- | ---- |
|             | JUS         | Lista - Junín Sostenible con su Gente (JUS)                    |           | Javier Yauri Salomé       | Regionalismo juninense                                             | 28.43%           | 7                |      |
|             | PL          | Lista - Movimiento Político Regional Perú Libre (PL)           |           | Vladimir Cerrón Rojas     | Socialismo del siglo XXI Marxismo-leninismo Mariateguismo          | 26.30%           | 2                |      |
|             | CJJ         | Lista - Caminemos Juntos por Junín (CJJ)                       |           | César Combina Salvatierra | Regionalismo juninense                                             | 14.38%           | 1                |      |
|             | APP         | Lista - Alianza para el Progreso (APP)                         |           | Mauro Vila Bejarano       | Liberalismo económico Conservadurismo liberal Populismo de derecha | 3.32%            | 0                |      |
|             | AP          | Lista - Acción Popular (AP)                                    |           | Raúl Poma Palacios        | Partido atrapalotodo                                               | Nuevo            | Nuevo            |      |
|             | Frepap      | Lista - Frente Popular Agrícola del Perú (Frepap)              |           | Jorge Capcha Carrasco     | Israelismo Fundamentalismo cristiano Populismo                     | Nuevo            | Nuevo            |      |
|             | UPP         | Lista - Unión por el Perú (UPP)                                |           | Aldrin Zárate Bernuy      | Etnocacerismo Nacionalismo de izquierda Ultranacionalismo          | Nuevo            | Nuevo            |      |
|             | TPP         | Lista - Todos por el Perú (TPP)                                |           | Noé Espinoza Rivera       | Liberalismo Humanismo Progresismo                                  | Nuevo            | Nuevo            |      |
|             | JP          | Lista - Juntos por el Perú (JP)                                |           | Rubén García de la Cruz   | Socialismo democrático Progresismo                                 | Nuevo            | Nuevo            |      |
|             | PN          | Lista - Perú Nación (PN)                                       |           | Rafael Berrocal Ramos     | Conservadurismo social Democracia cristiana                        | Nuevo            | Nuevo            |      |
|             | AvP         | Lista - Avanza País (AvP)                                      |           | Peter Candiotti Pariasca  | Conservadurismo liberal Liberalismo clásico                        | Nuevo            | Nuevo            |      |
|             | SyS         | Lista - Movimiento Regional Sierra y Selva Contigo Junín (SyS) |           | Zósimo Cárdenas Muje      | Regionalismo juninense                                             | Nuevo            | Nuevo            |      |

## Sondeos de opinión
Las siguientes tablas enumeran las estimaciones de la intención de voto en orden cronológico inverso, mostrando las más recientes primero y utilizando las fechas en las que se realizó el trabajo de campo de la encuesta. Cuando se desconocen las fechas del trabajo de campo, se proporciona la fecha de publicación.

### Intención de voto
La siguiente tabla enumera las estimaciones ponderadas (sin incluir votos en blanco y nulos) de la intención de voto.
Leyenda:
     Sondeo realizado en el periodo de prohibición legal de la difusión de sondeos de intención de voto.
| Encuestadora/Medio                    | Fecha             | Muestra | Vladimir Cerrón | César Combina | Zósimo Cárdenas | Mauricio Vila | Javier Yauri | Raúl Poma | Aldrin Zárate | Dif. |  |  |  |  |
| ------------------------------------- | ----------------- | ------- | --------------- | ------------- | --------------- | ------------- | ------------ | --------- | ------------- | ---- |  |  |  |  |
| Encuestadora/Medio                    | Fecha             | Muestra |                 |               |                 |               |              |           |               |      |  |  |  |  |
| Elecciones regionales de 2018         | 7 oct 2018        | —       | 36.9            | 23.9          | 15.4            | 6.0           | 5.1          | 3.2       | 2.6           | 13.0 |  |  |  |  |
|                                       |                   |         |                 |               |                 |               |              |           |               |      |  |  |  |  |
| Ipsos Perú/América                    | 7 oct 2018        | ?       | 38.3            | 22.9          | 15.0            | 5.9           | –            | –         | –             | 15.4 |  |  |  |  |
| Datum Internacional/Latina            | 7 oct 2018        | ?       | 32.2            | 25.9          | 15.7            | 5.4           | –            | –         | –             | 6.3  |  |  |  |  |
| Ipsos Perú/América                    | 7 oct 2018        | ?       | 37.4            | 21.7          | 16.6            | –             | 6.2          | –         | –             | 15.7 |  |  |  |  |
| Datum Internacional/Latina            | 7 oct 2018        | ?       | 36.9            | 24.3          | 15.8            | 4.6           | 5.9          | –         | –             | 12.6 |  |  |  |  |
| Cimar Comunicaciones/7 Días           | 21–25 sep 2018    | 1450    | 35.8            | 18.1          | 18.9            | 6.8           | 7.7          | 2.8       | 1.8           | 13.9 |  |  |  |  |
| Social Data Consulting/Cadena Central | 21–23 sep 2018    | 601     | 28.6            | 23.8          | 14.2            | 8.2           | 5.8          | 4.0       | 3.6           | 4.8  |  |  |  |  |
| Bryan Ingenieros                      | 10–13 sep 2018    | 2120    | 29.6            | 20.9          | 27.0            | 9.3           | 8.1          | –         | –             | 2.6  |  |  |  |  |
| Social Data Consulting/Cadena Central | 10 sep 2018       | 601     | 39.5            | 27.1          | 14.4            | 4.5           | 4.6          | 2.1       | 2.4           | 12.4 |  |  |  |  |
| Quelkan Rimay Inversiones             | 27 ago–1 sep 2018 | ?       | 25.4            | 18.4          | 15.7            | 16.1          | –            | –         | –             | 7.0  |  |  |  |  |
| Cimar Comunicaciones                  | 18–22 ago 2018    | 1470    | 34.9            | 16.7          | 17.7            | 8.5           | 7.0          | –         | –             | 17.2 |  |  |  |  |
| Social Data Consulting/Cadena Central | 10–13 ago 2018    | 601     | 36.3            | 23.5          | 12.1            | 12.6          | 4.4          | 2.9       | 2.9           | 12.8 |  |  |  |  |
| Cimar Comunicaciones                  | 15–19 jul 2018    | 1620    | 36.6            | 17.0          | 18.8            | 9.0           | 7.4          | –         | –             | 17.8 |  |  |  |  |
| Bryan Ingenieros                      | 9–12 jul 2018     | 1540    | 39.4            | 20.9          | 15.4            | 7.0           | 10.4         | –         | –             | 18.5 |  |  |  |  |
| Cimar Comunicaciones                  | 2–7 mar 2018      | 1620    | 31.2            | 9.2           | 12.1            | 9.6           | 4.5          | –         | 4.0           | 19.1 |  |  |  |  |
| Cimar Comunicaciones                  | 5–10 ene 2018     | 1620    | 25.1            | 7.2           | 12.6            | 11.1          | 4.7          | –         | 3.9           | 12.5 |  |  |  |  |

### Preferencias de voto
La siguiente tabla enumera las preferencias de voto en bruto (incluyendo blancos, viciados y sin respuesta) y no ponderadas.
| Encuestadora/Medio                    | Fecha             | Muestra | Vladimir Cerrón | César Combina | Zósimo Cárdenas | Mauricio Vila | Javier Yauri | Raúl Poma | Aldrin Zárate | B/V  | NS/NO | Dif. |  |  |  |  |
| ------------------------------------- | ----------------- | ------- | --------------- | ------------- | --------------- | ------------- | ------------ | --------- | ------------- | ---- | ----- | ---- |  |  |  |  |
| Encuestadora/Medio                    | Fecha             | Muestra |                 |               |                 |               |              |           |               |      |       |      |  |  |  |  |
| Elecciones regionales de 2018         | 7 oct 2018        | —       | 30.5            | 19.8          | 12.8            | 5.0           | 4.2          | 2.7       | 2.2           | 17.4 | –     | 13.0 |  |  |  |  |
|                                       |                   |         |                 |               |                 |               |              |           |               |      |       |      |  |  |  |  |
| Cimar Comunicaciones/7 Días           | 21–25 sep 2018    | 1450    | 29.4            | 14.9          | 15.5            | 5.6           | 6.3          | 2.3       | 1.5           | –    | 17.9  | 13.9 |  |  |  |  |
| Social Data Consulting/Cadena Central | 21–23 sep 2018    | 601     | 23.8            | 19.8          | 11.8            | 6.8           | 4.8          | 3.3       | 3.0           | 16.7 | –     | 4.0  |  |  |  |  |
| Social Data Consulting/Cadena Central | 21–23 sep 2018    | 601     | 22.6            | 17.4          | 8.6             | 5.5           | –            | –         | –             | –    | –     | 5.2  |  |  |  |  |
| Bryan Ingenieros                      | 10–13 sep 2018    | 2120    | 23.8            | 16.8          | 21.7            | 7.5           | 6.5          | –         | –             | –    | 19.5  | 2.1  |  |  |  |  |
| Social Data Consulting/Cadena Central | 10 sep 2018       | 601     | 28.3            | 19.4          | 10.3            | 3.2           | 3.3          | 1.5       | 1.7           | 8.9  | 19.5  | 8.9  |  |  |  |  |
| Quelkan Rimay Inversiones             | 27 ago–1 sep 2018 | ?       | 19.6            | 14.2          | 12.1            | 12.4          | –            | –         | –             | –    | 22.9  | 5.4  |  |  |  |  |
| Cimar Comunicaciones                  | 18–22 ago 2018    | 1470    | 26.8            | 12.8          | 13.6            | 6.5           | 5.4          | –         | –             | –    | 23.2  | 13.2 |  |  |  |  |
| Social Data Consulting/Cadena Central | 10–13 ago 2018    | 601     | 22.5            | 14.6          | 7.5             | 7.8           | 2.7          | 1.8       | 1.8           | 19.5 | 18.5  | 7.9  |  |  |  |  |
| Cimar Comunicaciones                  | 15–19 jul 2018    | 1620    | 24.1            | 11.2          | 12.4            | 5.9           | 4.9          | –         | –             | –    | 34.2  | 11.7 |  |  |  |  |
| Bryan Ingenieros                      | 9–12 jul 2018     | 1540    | 29.2            | 15.5          | 11.4            | 5.2           | 7.7          | –         | –             | –    | 25.8  | 13.7 |  |  |  |  |
| Cimar Comunicaciones                  | 2–7 mar 2018      | 1620    | 17.3            | 5.1           | 6.7             | 5.3           | 2.5          | –         | 2.2           | –    | 44.6  | 10.6 |  |  |  |  |
| Cimar Comunicaciones                  | 5–10 ene 2018     | 1620    | 12.9            | 3.7           | 6.5             | 5.7           | 2.4          | –         | 2.0           | –    | 48.6  | 6.4  |  |  |  |  |

## Resultados

### Gobierno Regional de Junín
|                      | Vladimir Cerrón Rojas     | Movimiento Político Regional Perú Libre (PL)           | 221,550 | 36.89 |  |  |  |
|                      | César Combina Salvatierra | Caminemos Juntos por Junín (CJJ)                       | 143,535 | 23.90 |  |  |  |
|                      | Zósimo Cárdenas Muje      | Movimiento Regional Sierra y Selva Contigo Junín (SyS) | 92,782  | 15.45 |  |  |  |
|                      | Mauro Vila Bejarano       | Alianza para el Progreso (APP)                         | 36,053  | 6.00  |  |  |  |
|                      | Javier Yauri Salomé       | Junín Sostenible con su Gente (JUS)                    | 30,437  | 5.07  |  |  |  |
|                      | Raúl Poma Palacios        | Acción Popular (AP)                                    | 19,470  | 3.24  |  |  |  |
|                      | Aldrin Zárate Bernuy      | Unión por el Perú (UPP)                                | 15,652  | 2.61  |  |  |  |
|                      | Peter Candiotti Pariasca  | Avanza País (AvP)                                      | 14,161  | 2.36  |  |  |  |
|                      | Jorge Capcha Carrasco     | Frente Popular Agrícola del Perú (Frepap)              | 13,992  | 2.33  |  |  |  |
|                      | Rubén García de la Cruz   | Juntos por el Perú (JP)                                | 4,690   | 0.78  |  |  |  |
|                      | Noé Espinoza Rivera       | Todos por el Perú (TPP)                                | 4,297   | 0.72  |  |  |  |
|                      | Rafael Berrocal Ramos     | Perú Nación (PN)                                       | 3,979   | 0.66  |  |  |  |
|                      |                           |                                                        |         |       |  |  |  |
| Total                | Total                     | Total                                                  | 600,598 |       |  |  |  |
|                      |                           |                                                        |         |       |  |  |  |
| Votos válidos        | Votos válidos             | Votos válidos                                          | 600,598 | 82.65 |  |  |  |
| Votos en blanco      | Votos en blanco           | Votos en blanco                                        | 58,199  | 8.01  |  |  |  |
| Votos nulos          | Votos nulos               | Votos nulos                                            | 67,899  | 9.34  |  |  |  |
| Votos emitidos       | Votos emitidos            | Votos emitidos                                         | 726,696 | 77.56 |  |  |  |
| Abstenciones         | Abstenciones              | Abstenciones                                           | 210,192 | 22.44 |  |  |  |
| Votantes registrados | Votantes registrados      | Votantes registrados                                   | 936,888 |       |  |  |  |
|                      |                           |                                                        |         |       |  |  |  |
| Fuente:              |                           |                                                        |         |       |  |  |  |

### Consejo Regional de Junín
|                        |                                                        |              |              |              |         |         |  |
| Partidos y coaliciones | Partidos y coaliciones                                 | Voto popular | Voto popular | Voto popular | Escaños | Escaños |  |
| Partidos y coaliciones | Partidos y coaliciones                                 | Votos        | %            | ±pp          | Total   | +/−     |  |
|                        | Movimiento Político Regional Perú Libre (PL)           | 175,335      | 31.73        | +9.71        | 8       | +6      |  |
|                        | Caminemos Juntos por Junín (CJJ)                       | 110,282      | 19.96        | n/a          | 3       | +3      |  |
|                        | Movimiento Regional Sierra y Selva Contigo Junín (SyS) | 93,118       | 16.85        | Nuevo        | 2       | +2      |  |
|                        | Alianza para el Progreso (APP)                         | 51,323       | 9.29         | +2.37        | 0       | ±0      |  |
|                        | Junín Sostenible con su Gente (JUS)                    | 33,312       | 6.03         | –21.92       | 0       | –6      |  |
|                        | Acción Popular (AP)                                    | 24,631       | 4.46         | n/a          | 0       | ±0      |  |
|                        | Frente Popular Agrícola del Perú (Frepap)              | 18,629       | 3.37         | Nuevo        | 0       | ±0      |  |
|                        | Unión por el Perú (UPP)                                | 17,557       | 3.18         | n/a          | 0       | ±0      |  |
|                        | Avanza País (AvP)                                      | 16,996       | 3.08         | Nuevo        | 0       | ±0      |  |
|                        | Todos por el Perú (TPP)                                | 5,804        | 1.05         | Nuevo        | 0       | ±0      |  |
|                        | Perú Nación (PN)                                       | 5,629        | 1.02         | Nuevo        | 0       | ±0      |  |
|                        |                                                        |              |              |              |         |         |  |
| Total                  | Total                                                  | 552,616      |              |              | 13      | +2      |  |
|                        |                                                        |              |              |              |         |         |  |
| Votos válidos          | Votos válidos                                          | 552,616      | 76.05        | –3.70        |         |         |  |
| Votos en blanco        | Votos en blanco                                        | 109,580      | 15.08        | +1.49        |         |         |  |
| Votos nulos            | Votos nulos                                            | 64,500       | 8.88         | +2.22        |         |         |  |
| Votos emitidos         | Votos emitidos                                         | 726,696      | 77.56        | –2.97        |         |         |  |
| Abstenciones           | Abstenciones                                           | 210,192      | 22.44        | +2.97        |         |         |  |
| Votantes registrados   | Votantes registrados                                   | 936,888      |              |              |         |         |  |
|                        |                                                        |              |              |              |         |         |  |
| Fuente:                |                                                        |              |              |              |         |         |  |

#### Resultados por provincia
| Provincia  | PL          | PL   | CJJ  | CJJ  | SyS  | SyS  | APP  | APP | JUS  | JUS | AP  | AP  | Frepap | Frepap | UPP  | UPP | AvP | AvP | TPP | TPP | PN  | PN  |   |
| Provincia  | %           | E    | %    | E    | %    | E    | %    | E   | %    | E   | %   | E   | %      | E      | %    | E   | %   | E   | %   | E   | %   | E   |   |
| ---------- | ----------- | ---- | ---- | ---- | ---- | ---- | ---- | --- | ---- | --- | --- | --- | ------ | ------ | ---- | --- | --- | --- | --- | --- | --- | --- | - |
| Provincia  | Chanchamayo | 27.7 | 1    | 13.1 | –    | 26.4 | 1    | 8.5 | –    | 5.3 | –   | 5.0 | –      | 9.7    | –    | 1.9 | –   | 1.2 | –   | 0.3 | –   | 1.1 | – |
| Chupaca    | 43.6        | 1    | 14.6 | –    | 12.2 | –    | 15.3 | –   | 8.2  | –   |     |     | 2.0    | –      | 0.8  | –   | 1.7 | –   | 0.4 | –   | 1.0 | –   |   |
| Concepción | 38.3        | 1    | 26.0 | –    | 17.3 | –    | 3.0  | –   | 5.4  | –   | 3.3 | –   |        |        | 4.5  | –   | 0.7 | –   | 0.5 | –   | 1.0 | –   |   |
| Huancayo   | 39.0        | 2    | 19.1 | 1    | 12.5 | –    | 5.2  | –   | 6.4  | –   | 6.0 | –   | 2.5    | –      | 3.1  | –   | 3.7 | –   | 1.5 | –   | 1.1 | –   |   |
| Jauja      | 5.9         | –    | 30.1 | 1    | 16.6 | –    | 30.0 | –   | 10.1 | –   | 2.2 | –   | 2.9    | –      |      |     | 0.7 | –   | 0.7 | –   | 0.7 | –   |   |
| Junín      | 37.6        | 1    | 11.8 | –    | 15.9 | –    | 10.9 | –   | 7.6  | –   | 5.1 | –   |        |        | 0.9  | –   | 8.5 | –   | 1.5 | –   | 0.2 | –   |   |
| Satipo     | 24.9        | 1    | 26.2 | 1    | 19.6 | –    | 12.0 | –   | 5.5  | –   | 2.1 | –   | 3.6    | –      | 4.2  | –   | 1.1 | –   | 0.3 | –   | 0.5 | –   |   |
| Tarma      | 18.6        | –    | 19.6 | –    | 26.3 | 1    | 10.9 | –   | 2.1  | –   | 5.5 | –   | 3.6    | –      | 0.9  | –   | 8.1 | –   | 2.1 | –   | 2.2 | –   |   |
| Yauli      | 23.5        | 1    | 16.3 | –    | 21.1 | –    | 9.5  | –   | 1.9  | –   |     |     | 2.9    | –      | 19.1 | –   | 4.3 | –   | 0.7 | –   | 0.6 | –   |   |
| Total      | 31.7        | 8    | 20.0 | 3    | 16.9 | 2    | 9.3  | –   | 6.0  | –   | 4.5 | –   | 3.4    | –      | 3.2  | –   | 3.1 | –   | 1.1 | –   | 1.0 | –   |   |

### Autoridades electas
| Cargo                                         | Autoridad electa | Autoridad electa            | Partido político | Partido político                                 |
| --------------------------------------------- | ---------------- | --------------------------- | ---------------- | ------------------------------------------------ |
| Gobernador Regional de Junín                  |                  | Vladimir Cerrón Rojas       |                  | Movimiento Político Regional Perú Libre          |
| Vicegobernador Regional de Junín              |                  | Fernando Orihuela Rojas     |                  | Movimiento Político Regional Perú Libre          |
| Consejero Regional de Junín (por Chanchamayo) |                  | Jesús Lara Guerra           |                  | Movimiento Político Regional Perú Libre          |
| Consejero Regional de Junín (por Chanchamayo) |                  | Versael Díaz Gallardo       |                  | Movimiento Regional Sierra y Selva Contigo Junín |
| Consejero Regional de Junín (por Chupaca)     |                  | Saúl Arcos Galván           |                  | Movimiento Político Regional Perú Libre          |
| Consejera Regional de Junín (por Concepción)  |                  | Ximena López Castro         |                  | Movimiento Político Regional Perú Libre          |
| Consejero Regional de Junín (por Huancayo)    |                  | Clever Mercado Méndez       |                  | Movimiento Político Regional Perú Libre          |
| Consejero Regional de Junín (por Huancayo)    |                  | Jorge Buendía Villena       |                  | Movimiento Político Regional Perú Libre          |
| Consejero Regional de Junín (por Huancayo)    |                  | José Álvarez Rojas          |                  | Caminemos Juntos por Junín                       |
| Consejero Regional de Junín (por Jauja)       |                  | David Eslado Vargas         |                  | Caminemos Juntos por Junín                       |
| Consejero Regional de Junín (por Junín)       |                  | Abimael Rojas Ticse         |                  | Movimiento Político Regional Perú Libre          |
| Consejero Regional de Junín (por Satipo)      |                  | José Villazana Flores       |                  | Caminemos Juntos por Junín                       |
| Consejero Regional de Junín (por Satipo)      |                  | Luis Carhuallanqui Berrocal |                  | Movimiento Político Regional Perú Libre          |
| Consejera Regional de Junín (por Tarma)       |                  | Tatiana Arias Espinoza      |                  | Movimiento Regional Sierra y Selva Contigo Junín |
| Consejero Regional de Junín (por Yauli)       |                  | Jorge Rojas Gamarra         |                  | Movimiento Político Regional Perú Libre          |